# The Complete U2
Albums de U2
How to Dismantle an Atomic Bomb
(2004) U2.Communication
(2005)
The Complete U2 est une compilation « box set » du groupe de rock irlandais U2. Ce coffret n'est sorti que sous forme numérique sur iTunes Store le 23 novembre 2004. Il comprend tous les albums studio, live, singles, ainsi que des titres rares ou même jamais commercialisés, sortis par le groupe entre 1978 et 2004. Stephen Thomas Erlewine pour AllMusic lui décerne la note de 4 étoiles/5 à sa sortie.

## Historique
L'annonce de la sortie de ce coffret a lieu le 27 octobre 2004, lorsque Bono, The Edge et Steve Jobs présentent un iPod « édition spéciale U2 ».
À l'époque, c'est la première fois qu'une major sort l'intégrale d'un artiste de manière numérique[réf. nécessaire]. Ce coffret contient 446 chansons et inclut l'album studio How to Dismantle an Atomic Bomb sorti la veille. The Complete U2 contient également des titres et albums qui n'ont jamais été commercialisés ailleurs.
The Complete U2 est à sa sortie vendu au prix de 149,99 $, mais un bon de réduction de 50 $ était disponible pour l'achat de l'iPod U2 Special Edition.

## Contenu
| Disque  | Titre                                      | Type                      | Durée              | Nombre de pistes |
| ------- | ------------------------------------------ | ------------------------- | ------------------ | ---------------- |
| 1       | Another Day                                | single                    | 7:57               | 2                |
| 2       | Three                                      | EP                        | 9:24               | 3                |
| 3       | 11 O'Clock Tick Tock                       | single                    | 7:11               | 2                |
| 4       | A Day Without Me                           | single                    | 5:31               | 2                |
| 5       | I Will Follow                              | single                    | 7:01               | 2                |
| 6       | Boy                                        | album studio              | 42:13              | 11               |
| 7       | Fire                                       | single                    | 18:11              | 4                |
| 8       | Gloria                                     | single                    | 8:04               | 2                |
| 9       | October                                    | album studio              | 41:08              | 11               |
| 10      | A Celebration                              | single                    | 5:31               | 2                |
| 11      | New Year's Day                             | single                    | 18:10              | 4                |
| 12      | War                                        | album studio              | 43:08              | 10               |
| 13      | Two Hearts Beat as One                     | single                    | 18:05              | 5                |
| 14      | Under a Blood Red Sky                      | album live                | 33:25              | 8                |
| 15      | Pride (In the Name of Love)                | single                    | 19:12              | 5                |
| 16      | The Unforgettable Fire                     | album studio              | 42:19              | 10               |
| 17      | The Unforgettable Fire & B-Sides           | single                    | 17:27              | 4                |
| 18      | Wide Awake in America                      | EP                        | 20:43              | 4                |
| 19      | With or Without You                        | single                    | 14:18              | 3                |
| 20      | The Joshua Tree                            | album studio              | 50:11              | 11               |
| 21      | I Still Haven't Found What I'm Looking For | single                    | 12:21              | 3                |
| 22      | Where the Streets Have No Name             | single                    | 16:20              | 4                |
| 23      | Desire                                     | single                    | 12:39              | 3                |
| 24      | Rattle and Hum                             | album studio et en public | 1:12:23            | 17               |
| 25      | Angel of Harlem                            | single                    | 14:32              | 3                |
| 26      | When Love Comes to Town                    | single                    | 15:46              | 3                |
| 27      | All I Want Is You                          | single                    | 10:43              | 2                |
| 28      | The Fly                                    | single                    | 14:33              | 3                |
| 29      | Achtung Baby                               | album studio              | 55:29              | 12               |
| 30      | Mysterious Ways & Remixes                  | single                    | 13:22              | 7                |
| 31      | One                                        | single                    | 15:27              | 3                |
| 32      | Even Better Than the Real Thing            | single                    | 18:19              | 4                |
| 33      | Even Better Than the Real Thing Remixes    | single                    | 37:15              | 6                |
| 34      | Who's Gonna Ride Your Wild Horses          | single                    | 21:27              | 4                |
| 35      | Zooropa                                    | album studio              | 51:21              | 10               |
| 36      | Lemon Remixes                              | single                    | 59:45              | 9                |
| 37      | Stay (Faraway, So Close!)                  | single                    | 19:50              | 4                |
| 38      | Melon: Remixes for Propaganda              | album de remixes          | 47:01              | 7                |
| 39      | Original Soundtracks 1                     | album studio              | 58:08              | 14               |
| 40      | Miss Sarajevo                              | single                    | 19:30              | 4                |
| 41      | Discothèque                                | single                    | 14:42              | 3                |
| 42      | Discothèque Remixes                        | single                    | 1:05:08            | 10               |
| 43      | Pop                                        | album studio              | 1:00:13            | 12               |
| 44      | Staring at the Sun                         | single                    | 14:42              | 3                |
| 45      | Staring at the Sun Remixes                 | single                    | 16:34              | 3                |
| 46      | Last Night on Earth                        | single                    | 14:01              | 3                |
| 47      | Please                                     | single                    | 48:48              | 9                |
| 48      | If God Will Send His Angels                | single                    | 22:29              | 5                |
| 49      | Mofo Remixes                               | single                    | 37:40              | 5                |
| 50      | Sweetest Thing                             | single                    | 22:25              | 5                |
| 51      | The Best of 1980-1990                      | compilation               | 1:04:28            | 15               |
| 52      | Beautiful Day                              | single                    | 20:07              | 5                |
| 53      | All That You Can't Leave Behind            | album studio              | 53:09              | 12               |
| 54      | Hasta la Vista Baby!                       | album live                | 1:09:19            | 14               |
| 55      | Stuck in a Moment You Can't Get Out Off    | single                    | 36:06              | 7                |
| 56      | Elevation                                  | single                    | 19:42              | 4                |
| 57      | Elevation Remixes                          | single                    | 31:15              | 5                |
| 58      | Walk On                                    | single                    | 20:59              | 4                |
| 59      | Electrical Storm                           | single                    | 32:05              | 5                |
| 60      | The Best of 1990-2000                      | compilation               | 1:16:20            | 17               |
| 61      | Vertigo                                    | single                    | 7:01               | 2                |
| 62      | Vertigo Remixes                            | single                    | 18:36              | 4                |
| 63      | How to Dismantle an Atomic Bomb            | album studio              | 52:58              | 12               |
| 64      | Unreleased & Rare                          | compilation               | 1:17:12            | 18               |
| 65      | Live from Boston 1981                      | album live                | 54:34              | 13               |
| 66      | Live from the Point Depot                  | album live                | 1:39:44            | 21               |
| 67      | Early Demos                                | EP                        | 13:14              | 3                |
| Total : | 20 albums 3 EPs                            | 20 albums 3 EPs           | 28:00:00 (environ) | 446              |

### Albums sortis exclusivement pour la box-setThe Complete U2
Les albums suivants ne sont sortis officiellement que dans ce coffret numérique.

#### Early Demos
Early Demos est un EP contenant 3 démos produites par Barry Devlin et enregistrées aux Keystone Studios en avril 1978. "Street Missions" et "The Fool" ne figurent sur aucun autre album. "Shadows and Tall Trees" est présente à la fin de l'album Boy, sorti en 1980.
| 1. | Street Missions               | 4:17 |
| 2. | Shadows and Tall Trees (Demo) | 4:40 |
| 3. | The Fool                      | 4:15 |

#### Live from Boston 1981

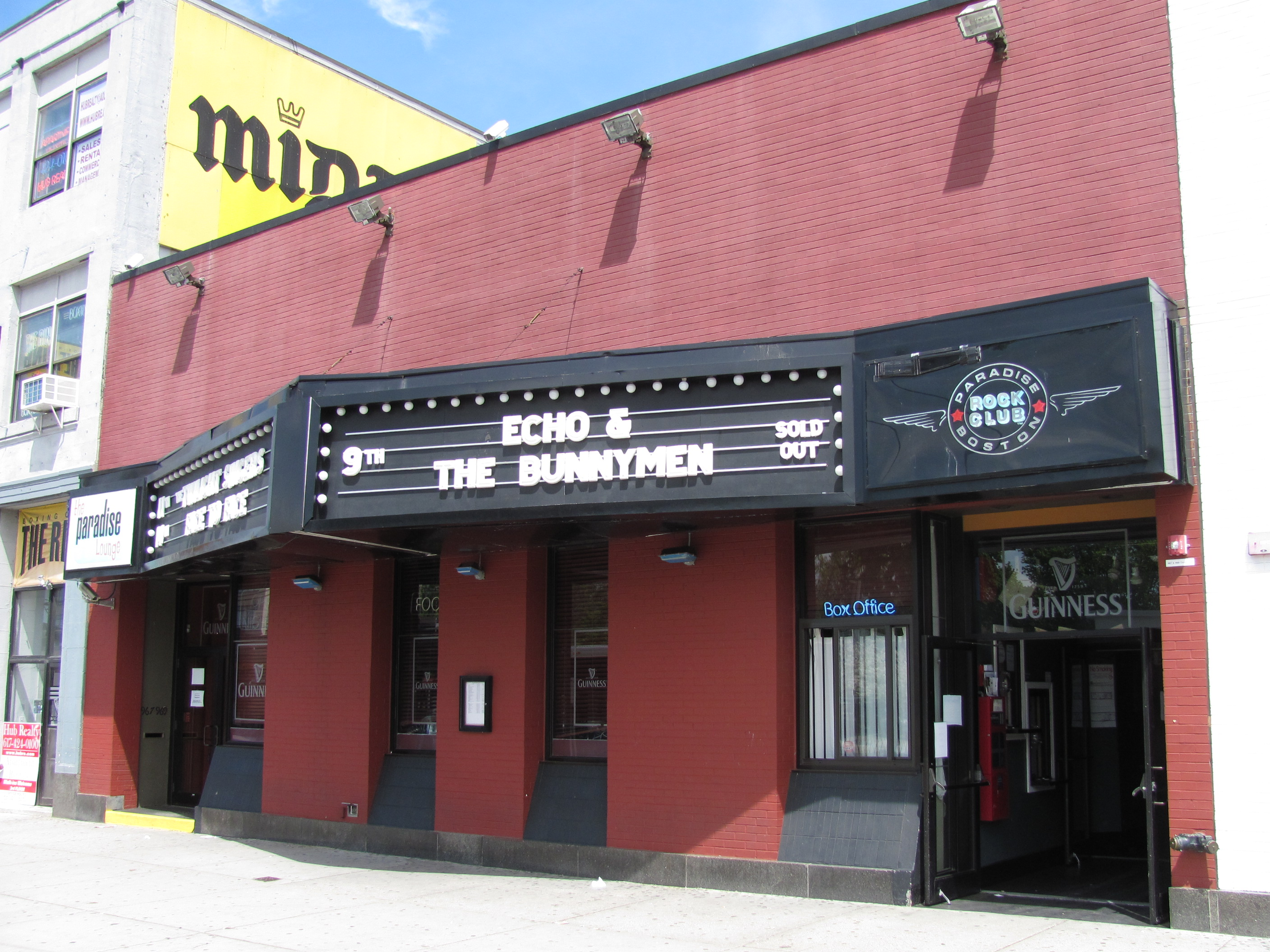
Le Paradise Rock Club de Boston, où a été enregistré l'album

Live from Boston 1981 est un album live enregistré durant la tournée pour l'album Boy. Les titres ont été enregistrés au Paradise Rock Club à Boston le 6 mars 1981.
| 1.  | The Ocean                     |                          | 2:22 |
| 2.  | 11 O'Clock Tick Tock          |                          | 5:02 |
| 3.  | Touch                         |                          | 3:01 |
| 4.  | An Cat Dubh / Into the Heart  |                          | 7:54 |
| 5.  | Another Time, Another Place   |                          | 4:33 |
| 6.  | The Cry / The Electric Co     | single de Fire           | 4:53 |
| 7.  | Things to Make and Do         |                          | 3:05 |
| 8.  | Stories for Boys              | single de Sweetest Thing | 3:03 |
| 9.  | Twilight                      |                          | 4:27 |
| 10. | I Will Follow                 | single Gloria            | 3:58 |
| 11. | single de Out of Control      | single de I Will Follow  | 5:18 |
| 12. | 11 O'Clock Tick Tock (rappel) | single de Fire           | 5:01 |
| 13. | The Ocean (rappel)            | single de Fire           | 2:11 |

#### Live from the Point Depot
Live from the Point Depot est un album live de U2, enregistré durant leur concert pour le réveillon de la Saint-Sylvestre au Point Depot de Dublin en 1989.
| 1.  | Auld Lang Syne / Where the Streets Have No Name                                            | 6:55 |
| 2.  | I Will Follow                                                                              | 4:20 |
| 3.  | I Still Haven't Found What I'm Looking For (contient un snippet de Exodus de Bob Marley)   | 5:09 |
| 4.  | MLK                                                                                        | 1:53 |
| 5.  | One Tree Hill                                                                              | 4:52 |
| 6.  | Gloria                                                                                     | 4:34 |
| 7.  | God Part II                                                                                | 3:35 |
| 8.  | Desire                                                                                     | 3:10 |
| 9.  | All Along the Watchtower                                                                   | 4:07 |
| 10. | All I Want Is You                                                                          | 1:03 |
| 11. | Bad                                                                                        | 7:31 |
| 12. | Van Diemen's Land (The Edge est ici le chanteur principal)                                 | 2:59 |
| 13. | The Star-Spangled Banner / Bullet the Blue Sky                                             | 6:23 |
| 14. | Running to Stand Still / Dirty Old Town                                                    | 5:16 |
| 15. | New Year's Day (Contient un snippet de The Times They Are a-Changin' au début de la piste) | 4:44 |
| 16. | Pride (In the Name of Love)                                                                | 6:03 |
| 17. | Party Girl                                                                                 | 3:41 |
| 18. | Angel of Harlem                                                                            | 4:14 |
| 19. | When Love Comes to Town                                                                    | 5:02 |
| 20. | Love Rescue Me                                                                             | 6:42 |
| 21. | 40                                                                                         | 7:25 |

#### Unreleased & Rare
Unreleased & Rare est une compilation de titres inédits (« unreleased ») et de morceaux rares. La plupart proviennent des sessions d'enregistrement du groupe pour les albums All That You Can't Leave Behind et How to Dismantle an Atomic Bomb. L'album Medium, Rare and Remastered, sorti en 2009, contient quelques titres identiques.
| 1.  | Levitate                                                      | sessions d'enregistrement pour All That You Can't Leave Behind | 5:09 |
| 2.  | Love You Like Mad                                             | sessions d'enregistrement pour All That You Can't Leave Behind | 4:17 |
| 3.  | Smile                                                         | sessions d'enregistrement pour How to Dismantle an Atomic Bomb | 3:17 |
| 4.  | Flower Child                                                  | sessions d'enregistrement pour All That You Can't Leave Behind | 4:54 |
| 5.  | Beautiful Ghost / Introduction to Songs of Experience         | sessions d'enregistrement pour The Joshua Tree                 | 3:52 |
| 6.  | Jesus Christ                                                  | sessions d'enregistrement pour Rattle and Hum                  | 3:12 |
| 7.  | Xanax and Wine                                                | sessions d'enregistrement pour How to Dismantle an Atomic Bomb | 4:39 |
| 8.  | All Because of You (version alternative)                      | sessions d'enregistrement pour How to Dismantle an Atomic Bomb | 3:35 |
| 9.  | Native Son                                                    | sessions d'enregistrement pour How to Dismantle an Atomic Bomb | 3:08 |
| 10. | Yahweh (version alternative)                                  | sessions d'enregistrement pour How to Dismantle an Atomic Bomb | 4:31 |
| 11. | Sometimes You Can't Make It on Your Own (version alternative) | How to Dismantle an Atomic Bomb sessions                       | 5:30 |
| 12. | Numb (radio edit)                                             | single promotionnel de Numb                                    | 3:57 |
| 13. | Bass Trap (Edit)                                              | The Best of 1980–1990 B-sides                                  | 3:33 |
| 14. | Night and Day (Twilight Remix)                                | single promotionnel de Night and Day                           | 5:20 |
| 15. | Numb (Gimme Some More Dignity Mix edit)                       | The Best of 1990-2000 B-sides                                  | 5:50 |
| 16. | Salomé (Zooromancer Remix edit)                               | The Best of 1990-2000 B-sides                                  | 5:51 |
| 17. | Christmas (Baby Please Come Home)                             | A Very Special Christmas                                       | 2:19 |
| 18. | Stateless                                                     | Bande originale du film The Million Dollar Hotel               | 4:05 |